# Ontherus
Ontherus là một chi bọ cánh cứng thuộc họ Scarabaeidae.